# Sint-Ludgeruskerk (Dronten)
De Sint-Ludgeruskerk was een door architect Johannes Sluijmer ontworpen kerkgebouw aan de Werfstraat in Dronten.
In april 1963 werd de eerste paal geslagen voor de bouw van het kerkcomplex, parochiehuis en pastorie, alsmede een 34 meter hoge losstaande kerktoren. De bouw werd verricht door het aannemingsbedrijf J.H. ten Brake uit Lichtenvoorde. Deken K.H.M.M. Mars uit Harderwijk legde op 1 november 1963 de eerste steen. Het parochiehuis was eind 1963 zover gereed dat er in de kerstnacht de nachtmis kon worden opgedragen. De inwijding van de kerk, die dankzij de kubistische vormgeving en de mooie verhoudingen gold als een fraai voorbeeld van de Bossche School, vond plaats op 19 december 1964 door kardinaal Bernardus Alfrink. 
De Sint Ludgeruskerk werd gesloopt in 1999. Alleen de toren is blijven staan.